# Ирис Потанина
Ирис Потанина, или Касатик Потанина (лат. Iris potaninii), — вид травянистых растений рода Ирис (Iris) семейства Ирисовые (Iridaceae).
Вид назван в честь русского ботаника Григория Николаевича Потанина.

## Ботаническое описание
Многолетние травянистые растения. Корневище укороченное, 3—5 мм толщиной, со шнуровидными корневыми мочками, несущее несколько стеблей и пучков прикорневых листьев, одетых снаружи буроватыми волокнистыми остатками разрушенных листовых влагалищ. Стебель очень короткий (5—7 мм длиной) с 2—3 листьями, имеющими перепончатые влагалища (в которых скрыт стебель) и линейно-шиловидные пластинки равные влагалищам и не достигающие до отгиба околоцветника. Прикорневые листья бледновато-зелёные, почти одинаковой длины с растением вместе с цветками или немного длиннее или короче, узколинейные, острые, 5—15 см длиной и 1—3 мм шириной.
Цветок одиночный, почти сидячий или на очень короткой (1—2 мм) цветоножке, жёлтый: прицветников 2, перепончатые, беловатые, 3,5—4 см длиной, из них наружный несколько шире, эллиптически-ланцетовидный, острый, около 1 см шириной, внутренний же — ланцетовидный. Трубка околоцветника длинная и тонкая, почти нитевидная, наверху расширенная, равная отгибу или немного длиннее его; наружные доли отгиба бородатые, обратнояйцевидные, на верхушке закруглённые, к основанию постепенно суженные, около 3,5 см длиной и 15 мм шириной; внутренние — почти одинаковой длины с наружными, но несколько уже и на верхушке обыкновенно с острой вырезкой. Доли столбика с продолговатыми, вверху суженными и зазубренными лопастями; рыльцевая лопасть закруглённая, зазубренная, на верхушке нередко немного выемчатая.

## Распространение и экология
Азия. Встречается в пустынно-степных долинах горных рек, по щебнистым склонам холмов и гор.